# Lockheed Martin X-56
Die Lockheed Martin X-56 ist ein Erprobungsträger der US-Luftwaffe zur Untersuchung der aktiven Flatterunterdrückung im Rahmen des Multi-utility Aeroelastic Demonstration Program (MAD). Man erhofft sich aufgrund der Erkenntnisse Gewichtseinsparungen in der Tragflächenstruktur zukünftiger Flugzeuge.

## Konstruktion
Das Flugzeug soll in der Konfiguration heute üblichen Aufklärungsdrohnen ähneln, d. h. Tragflächen hoher Streckung erhalten. Zur Erleichterung der Flugversuche ist ein modulares Konzept mit auswechselbaren Tragflächen vorgesehen. Diese sollen je nach Ausführung eine unterschiedliche Steifigkeit aufweisen. Zur Dämpfung der Schwingungen sind an der Hinterkante der Tragflächen zehn Stellflächen, verteilt über die gesamte Spannweite, vorgesehen. Aufgrund des hohen Risikos bei derartigen Flattertests wurde ein unbemanntes Konzept gewählt, mit dem die Flugversuche bei niedriger Geschwindigkeit und Höhe durchgeführt werden sollen. Außerdem soll das Flugzeug mit einem Fallschirm ausgestattet werden, der eine Bergung im Fall eines Strukturversagens an der Tragfläche ermöglicht.

## Nutzung
Der Erstflug fand am 26. Juli 2013 auf der Edwards Air Force Base statt, nachdem er ursprünglich schon für Juli 2012 geplant war. Nach Abschluss der Versuche durch die USAF will die NASA das Fluggerät übernehmen und das Versuchsprogramm mit weiteren, selbst entwickelten Tragflächen fortsetzen.

## Technische Daten
| Kenngröße  | Daten           |
| ---------- | --------------- |
| Besatzung  | 0               |
| Länge      | 2,29 m (7,5 ft) |
| Spannweite | 8,53 m (28 ft)  |
| Triebwerk  | 2 × JetCat P240 |